# Tuchtprefect
Een tuchtprefect (of schoolprefect) is een adjunct van het schoolhoofd, die inzonderheid belast is met de handhaving van de discipline, dus het bestraffen van leerlingen.
De disciplinaire functie, vergelijkbaar met de dean of discipline aan strenge Angelsaksische scholen, heeft een lange traditie, vooral in katholieke scholen, onder meer in België en Frankrijk. Met name op jezuïetenscholen kon de beruchte gulheid met lijfstraffen zelfs tot uiting komen in de term "père fesseur", voor de pater die belast was met de routineuze toediening van fikse billenkoek. In zachter tijden grossierden tuchtprefecten niet zelden in het opleggen van strafschrijven, nablijven, extra taken, karweitjes enzovoort. Toch verschoof het zwaartepunt van zijn taken geleidelijk naar administratie.